# Peter Egan
Peter Joseph Egan (Hampstead, 28 de setembro de 1946) é um ator e ativista britânico, conhecido por seus papéis na TV, incluindo Hogarth em Big Breadwinner Hog, o futuro rei Jorge IV do Reino Unido em Prince Regent (1979); o tranquilo vizinho Paul Ryman no sitcom Ever Decreasing Circles (1984-89); e Hugh "Shrimpie" MacClare, Marquês de Flintshire, em Downton Abbey (2012–15). Ele é casado com a atriz aposentada Myra Frances.

## Ativismo pelos direito dos animais
Egan é vegetariano e um amante dos animais de longa data. Começando por volta de 2010, ele começou a fazer campanha publicamente em nome dos direitos dos animais e do bem-estar deles.
Ele é um embaixador do resgate de cães Saving Suffering Strays em Sarajevo, na Bósnia. Ele e sua esposa Myra adotaram seu cachorro bósnio, Tidus, do resgate de cães. Eles continuam dando apoio aos cães de rua de Sarajevo e sua solitária Milena Malesevic.
Egan é uma embaixadora ativa da Animals Asia Foundation, que é uma instituição de caridade que trabalha para acabar com a crueldade contra animais na Ásia. Ele também é patrono de "All Dogs Matter", um cão de resgate e caridade de rehoming e em torno de Londres e Norfolk.
Em maio de 2015, Egan tornou-se patrono ds Chaldon Animal Sanctuary, uma instituição de caridade que oferece lares para a vida de cães e gatos. Egan levou pessoalmente um dos cães bósnios agora chamado Crusoe ao santuário.